# پساخداباوری
پساخداباوری (به انگلیسی: Post-theism) گونه‌ای از ناخداباوری است که در پی نفی دین نیست بلکه دورهٔ آن باور را منسوخ می‌داند، و خدا را متعلق به بخشی از رشد بشر می‌داند که دوره‌اش به سر آمده‌است. در داخل خداناباوری این دیدگاه در تضاد با ضدخدایی قرار می‌گیرد. این واژه در متون مسیحیت لیبرال و پسامسیحیت نیز کاربر دارد.